# Joseph Pletincx

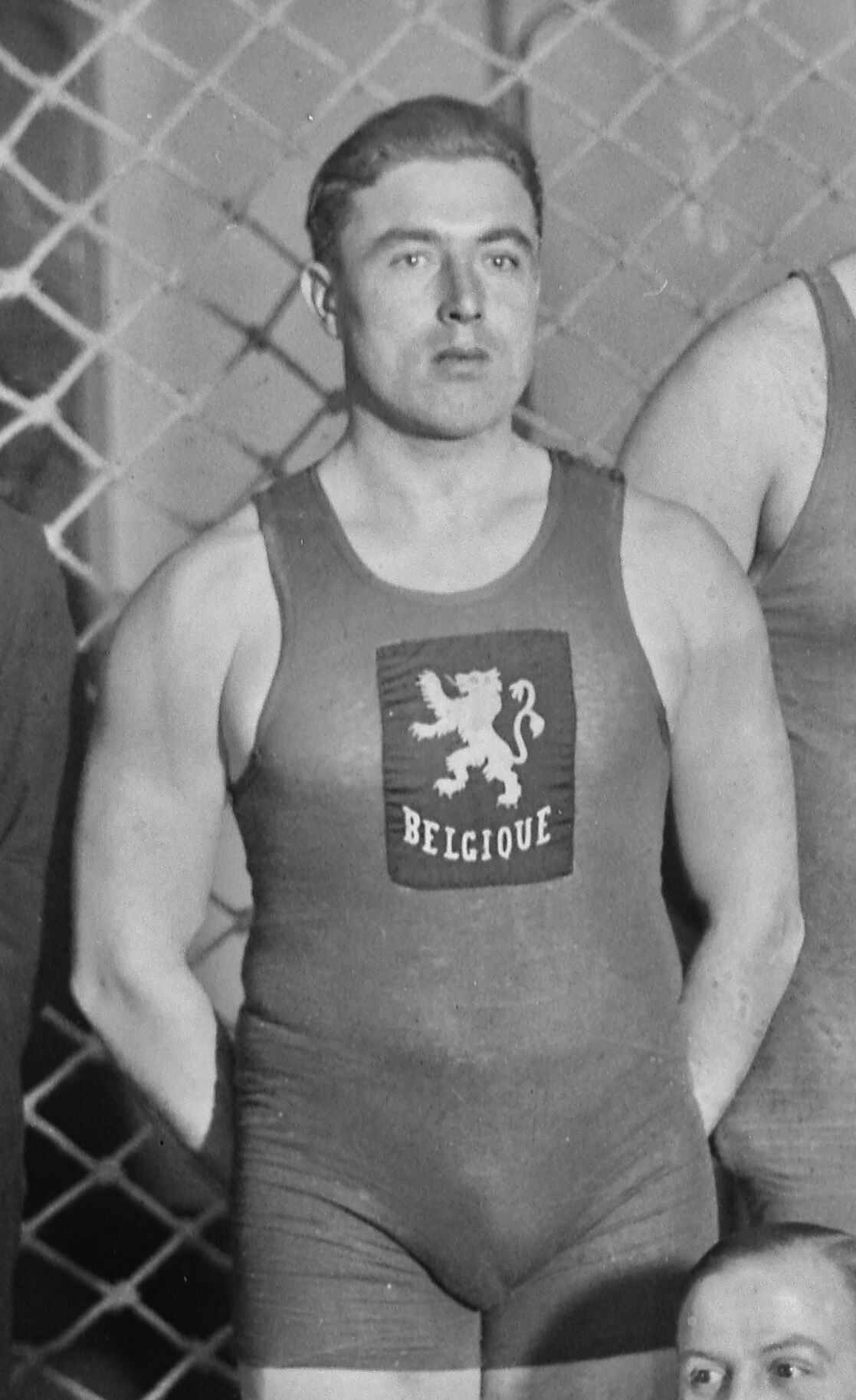
Joseph Pletincx 1922 im Nationaltrikot

Joseph Pletincx oder Joseph Pletinckx (* 13. Juni 1888; † 1971) war ein belgischer Wasserballer und Schwimmer, der dreimal Olympiazweiter und einmal Olympiadritter im Wasserball war.

## Karriere
Joseph Pletincx schwamm für den Verein Cercle de Natation de Bruxelles, mit dem er 13 belgische Meistertitel im Wasserball gewann. Weitere 13 belgische Meistertitel gewann er als Schwimmer auf den längeren Freistilstrecken zwischen 400 und 1200 m.
Pletincx erreichte mit der belgischen Nationalmannschaft das Finale bei den Olympischen Spielen 1908 in London, dort unterlagen die Belgier dem britischen Team. Vier Jahre später bei den Olympischen Spielen 1912 in Stockholm verloren die Belgier in ihrem Auftaktspiel gegen die Briten, konnten sich aber in der Trostrunde den dritten Platz hinter Briten und Schweden sichern. Pletincx war auch für die Schwimmwettbewerbe in Stockholm gemeldet, trat aber nicht an.
Nach dem Ersten Weltkrieg war Antwerpen Austragungsort der Olympischen Spiele 1920. Die Belgier erreichten das Finale und unterlagen dann den Briten. Vier Jahre später bei den Olympischen Spielen 1924 in Paris belegten die Belgier den zweiten Platz hinter den Franzosen. 1926 nahm Pletincx mit der belgischen Nationalmannschaft an der ersten Europameisterschaft teil, die Belgier belegten den vierten Platz.
Nach 1926 wurde Pletincx Trainer. Er war später auch als Offizieller im Schwimmsport und im Wasserball tätig. 1988 wurde Joseph Pletincx als erster Belgier in die International Swimming Hall of Fame (ISHOF) aufgenommen.